# Villa di Agrippa Postumo (Pompei)
La villa di Agrippa Postumo, denominata anche villa Augusta, villa Imperiale o villa di Tiberio Claudio Eutichio, è una villa suburbana di epoca romana dell'antica Pompei, ubicata nell'agro pompeiano.

## Storia

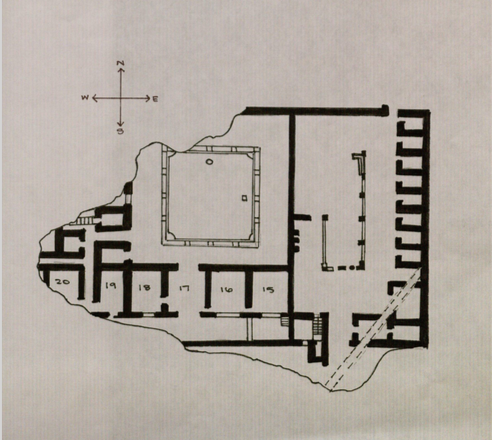
Mappa della villa

La villa venne costruita presumibilmente tra il 20 e il 16 a.C.: ne è testimonianza il ritrovamento di una tegola del tetto che riportava il bollo Pupili(li) Agrip(pae) Tub Fabio cos, ossia il nome di consoli in carica nell'11 a.C.; il ritrovamento di un graffito
fa suppore che la villa fosse di proprietà di Marco Vipsanio Agrippa Postumo, un nipote di Augusto, figlio di Marco Vipsanio Agrippa: quest'ultimo aveva commissionato la costruzione della dimora e probabilmente indicava come decorare gli ambienti mentre governava nelle province romane orientali ispirandosi ai modelli delle domus romane dove erano di moda decorazioni in terzo stile. Con la morte di Agrippa, avvenuta nel 12 a.C., la villa ancora in costruzione venne appunto ereditata dal figlio, ma essendo questo non ancora neanche nato al momento della morte del padre, il completamento dell'opera fu affidato alla madre, Giulia.
Alcuni archeologi ritengono che alla morte di Agrippa Postumo divenne proprietario Tiberio: Publio Cornelio Tacito nei suoi Annales infatti menziona l'imperatore condurre affari da una villa che si affacciava su una scogliera. È invece certo, grazie al ritrovamento di un sigillo in bronzo nell'atrio avvenuto il 5 maggio 1904, che l'ultimo proprietario fu un liberto di Claudio, Eutichio. La villa venne sepolta sotto una coltre di cenere e lapilli durante l'eruzione del Vesuvio del 79.
La villa fu scoperta il 23 marzo 1903 durante i lavori di sbancamento di un terrapieno per livellare il terreno per permettere la costruzione della ferrovia Napoli-Poggiomarino tra le stazioni di Boscotrecase e Torre Annunziata, nel fondo del cavaliere Ernesto Santino, a una profondità di circa dieci metri. Le indagini archeologiche vennero curate dall'archeologo Matteo Della Corte: tra il 1903 e il 1905 furono rimosse le decorazioni pittoriche ritrovate al suo interno, vendute in parte al Metropolitan Museum of Art di New York, in parte al Museo archeologico nazionale di Napoli. A seguito dell'eruzione del Vesuvio del 1906 la villa fu nuovamente seppellita sotto il materiale vulcanico, non facendo quindi proseguire e completare le esplorazioni.

## Descrizione
La villa doveva essere posta sulla sommità di una collina, immersa tra le viti, con posizione panoramica sul golfo di Napoli, poco fuori le mura di Pompei, nell'odierna Boscotrecase; fu esplorata solo parzialmente e secondo la mappa redatta nel 1922 da Matteo Della Corte su volontà di Vittorio Spinazzola, si denota che la zona residenziale era posta nella parte sinistra mentre quella agricola sulla destra: non furono ritrovati torchi, cella vinaria e panificio, probabilmente posti in un edificio vicino non raggiunti dallo scavo.

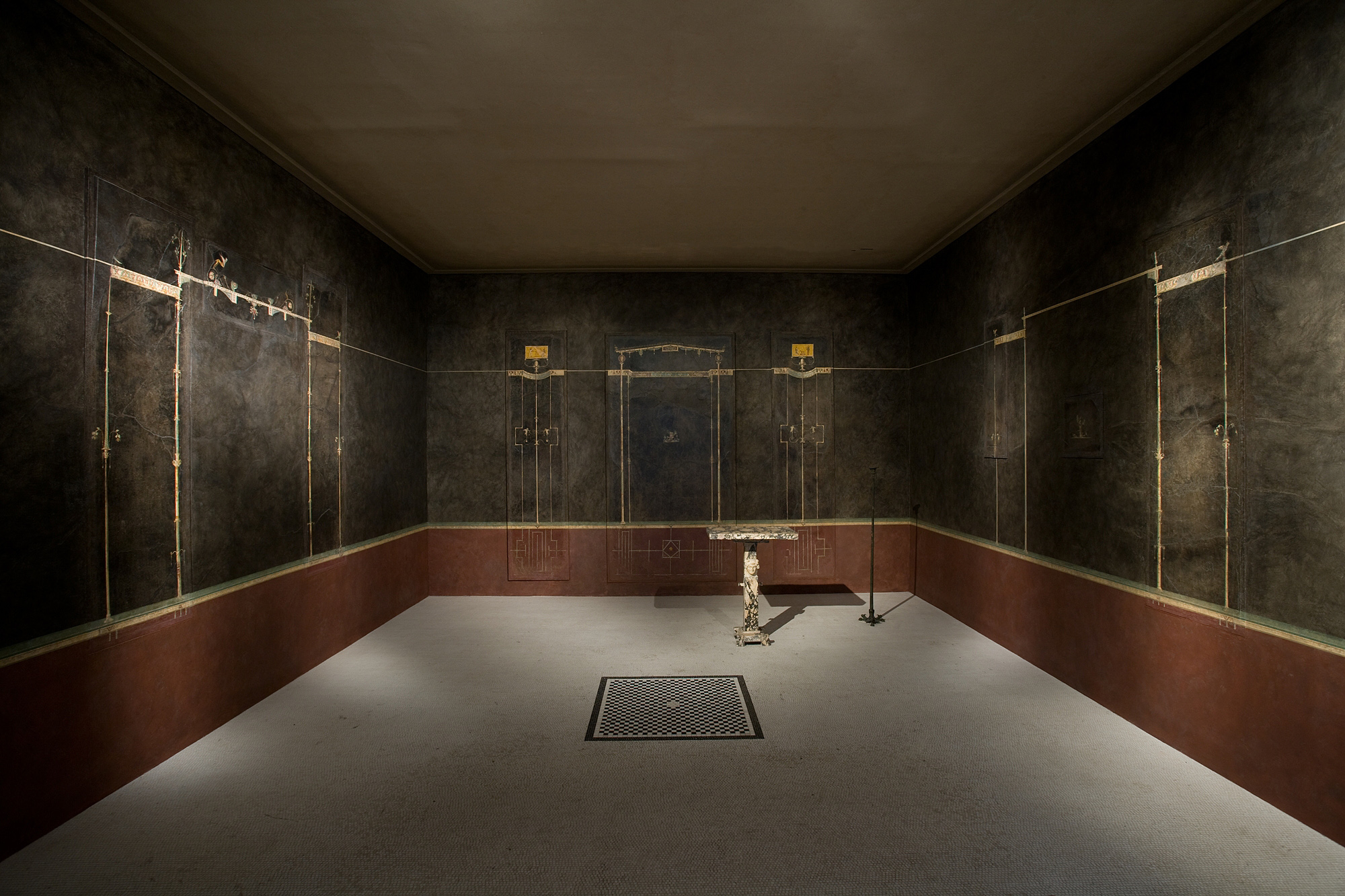
Affreschi della stanza nera

L'ingresso era posizionato lungo un tratto di strada basolato con massi di lava in notevole pendenza e consentiva l'accesso alla parte agricola della villa: probabilmente la parte residenziale aveva un ingresso autonomo, mai esplorato. Nella zona dell'ingresso era anche l'accesso all'orto, nel quale era posto un larario con nicchia sostenuta da due semicolonne intonacate in bianco. L'ingresso si contraddistingueva per una porta a doppio spiovente, con cardini in ferro e soglia realizzata con cinque blocchi di lava, opportunamente separati per permettere sia il deflusso delle acque piovane che per il passaggio dei carri. Nel cortile furono ritrovati cinque pali posti in modo equidistanti utilizzati per il ricovero dei cavalli, un abbeveratoio a due bracci, un fusorio, una cucina e un armadio; presente anche i resti di una scala che conduceva al piano superiore. Intorno al cortile si aprivano tredici ambienti quasi tutti privi di decorazione e pavimentati in terra battuta: era possibile riconoscere una cella ostiaria, un ergastulum, nel quale fu ritrovato uno strumento in ferro utilizzato per punire gli schiavi, e una stalla con mangiatoie, nella quale fu ritrovata una coppa in bronzo; in una delle stanze furono inoltre rinvenute pietre preziose e cammei, uno decorato con la Vittoria, uno con Venere e uno Minerva: tra gli altri reperti oggetti in bronzo, ferro, marmo, alabastro, vetro e terracotta, lucerne, monete, zappe, un martello e una briglia per cavalli. Uno degli ambienti, posto nei pressi dell'ingresso, presentava una decorazione pittorica in quarto stile anche se in pessimo stato di conservazione, costituita da quadrati rossi e gialli e quadretti centrali che raffiguravano rispettivamente Apollo, Diana e Atteone e una capra che veniva condotta da alcune figure non identificate; da questa camera una scala conduceva al piano superiore: sotto di essa furono trovati oggetti da cucina e in bronzo.
La zona residenziale invece era organizzata intorno a un peristilio colonnato con giardino centrale: le colonne, cinque per ogni lato, erano realizzate in muratura e mattoni e rivestite in stucco bianco, stilobate e grondaia dipinti in rosso mentre le pareti erano decorate con affreschi in secondo stile, non rinnovate dopo il terremoto del 62, a riprodurre principalmente colonne, che creavano l'illusione di un secondo portico. Nel giardino era un altare in muratura adornato con ghirlande in altorilievo e il putale della cisterna; vennero inoltre ritrovati un secchiello in bronzo e lucerne in terracotta. Dal peristilio, attraverso un'esedra, si accedeva alla terrazza: l'esedra permetteva l'accesso anche a due cubicoli ed era caratterizzata da un pavimento a mosaico bianco con al centro un quadrato con tessere bianche e nere a riprodurre motivi geometrici e al centro un fiore rosa mentre le soglie di tutti gli ingressi erano mosaici a motivi geometrici, eccetto quello che dava sul peristilio, in travertino bianco; le pareti erano intonacate in bianco. La terrazza, che originariamente doveva avere una vista sul golfo di Napoli, aveva un pavimento in cocciopesto con l'inserto di pezzi di marmo.
Oltre all'esedra, sulla terrazza affacciavano un serie di cubicoli che hanno restituito i primi e tra i maggiori esempi di pittura in terzo stile nell'area vesuviana. 

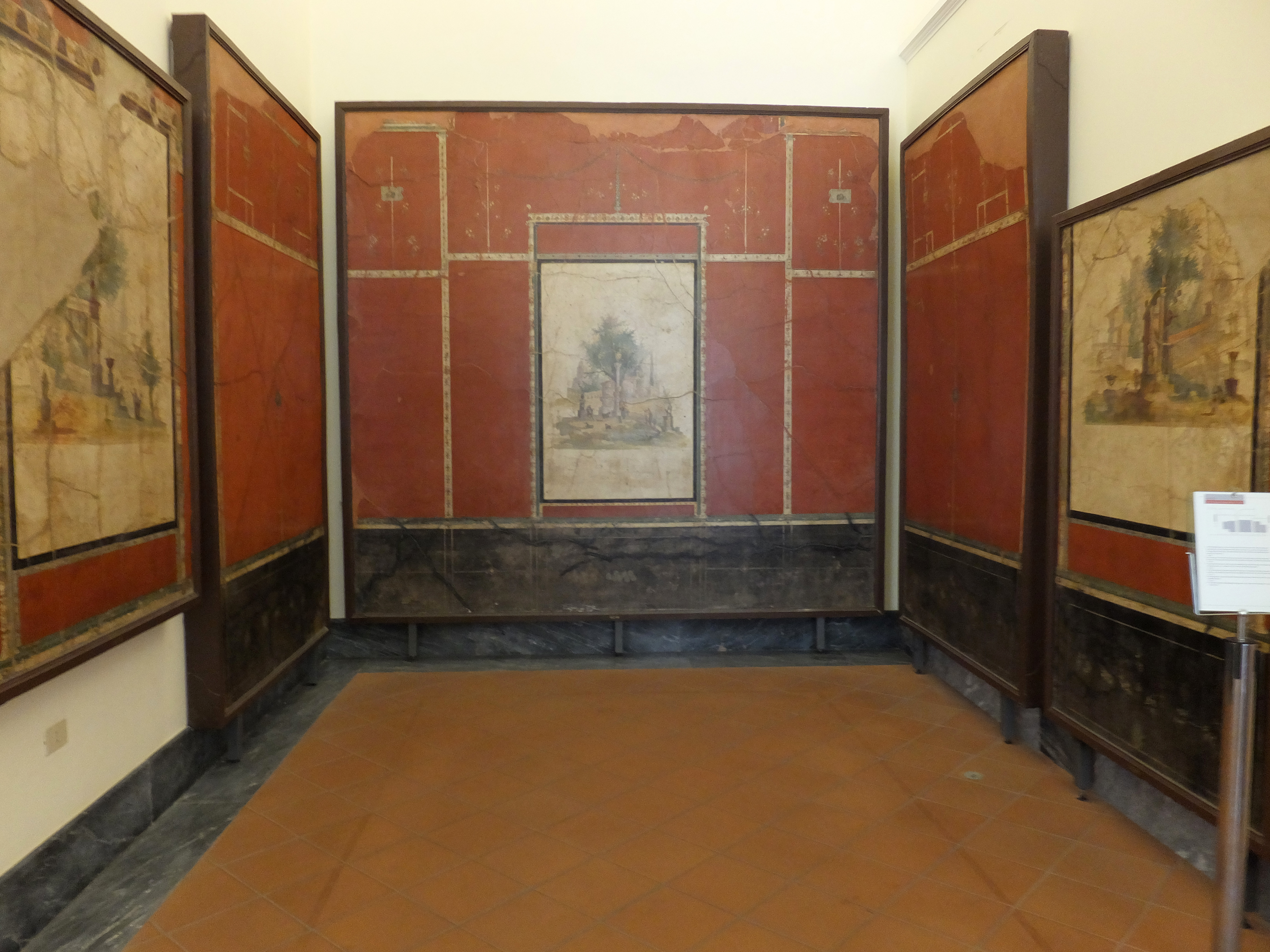
Affreschi della stanza rossa

La cosiddetta stanza nera, cubicolo dotato in un ingresso anche dalla stanza rossa, aveva pavimento costituito da un mosaico bianco con al centro un quadrato incorniciato in nero e all'interno un motivo a scacchi in cui si alternavano tessere bianche e nere; le decorazioni pittoriche invece furono staccate e acquistate dal Metropolitan Museum of Art, eccetto due frammenti, uno della parete est, l'altro della parete ovest, custoditi al Museo archeologico nazionale di Napoli. La parte inferiore è caratterizzata da un fregio rosso, mentre la parte superiore è in nero, decorata con esili colonne bianche, padiglioni, treppiedi e candelabri. Nello scomparto centrale della parte nord al centro è una torre intorno alla quale si sta svolgendo una cerimonia e nella parte alta due medaglioni che sostengono il frontone nel quale sono disegnate due figure di profilo, ritenute essere Agrippa e un altro membro della famiglia, o più presumibilmente Livia e Giulia. Ai lati del pannello centrale due coppie di cigni che reggono ghirlande di perle col becco, simili a quelli del cubicolo superiore della casa di Augusto a Roma. In corrispondenza di questi, nella parte alta, due pinakes a fondo giallo: in quello di sinistra è la raffigurazione di Iside e simboli dei uno degli dei tra Sobek, Hathor o Apis mentre in quello di destra un faraone inginocchiato con in mano un ramo di ulivo, simbolo di pace, al santuario di Anubi; alcuni studiosi sostengono che queste due raffigurazioni possano incarnare rispettivamente Giulia e Agrippa. Le pareti occidentali e orientali presentano decorazioni speculari con al centro raffigurazioni di tipo sacrale. Nell'ambiente furono rinvenuti oggetti in bronzo, cristallo, piombo e terracotta. 
La stanza rossa ha accesso sia dalla terrazza che dalla stanza nera che da quella mitologica e le sue decorazioni pittoriche sono conservate al Museo archeologico nazionale di Napoli, permettendo quasi una totale ricostruzione dell'ambiente: le pareti presentano un fregio nero e parte superiore in rosso con decorazioni di fiori e festoni stilizzati e al centro dei pannelli che raffigurano scene bucoliche, simili a un cubicolo della casa della Farnesina a Roma, collegati alle poesie agresti di Virgilio, scritte nello stesso periodo della realizzazione degli affreschi. Nella parte nord è la Parete con paesaggio idillico-sacrale, altro Paesaggio idillico sacrale è nella parete ovest, mentre della parete est si conserva l'Edicola con zoccolo; delle ultime due pareti si custodiscono anche due frammenti di Pannello rosso, perfettamente conservati. Il pavimento era a mosaico bianco con l'inserimento di tessere nere a riprodurre motivi geometrici.

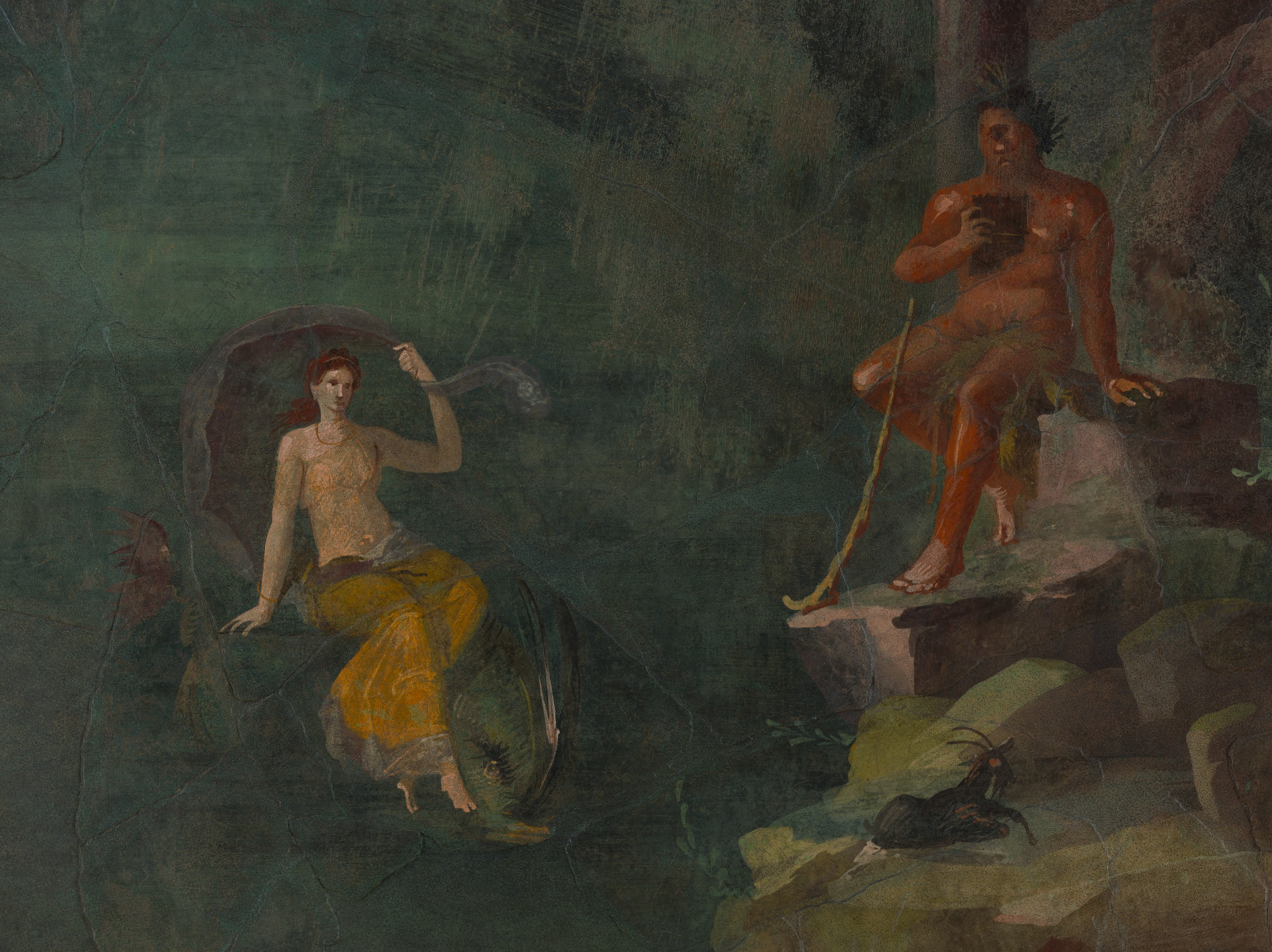
Dettaglio dell'affresco Polifemo e Galatea nella stanza mitologica

Segue quindi l'esedra e un cubicolo pavimentato in cocciopesto con pareti affrescate in bianco; su una delle pareti era un graffito che così recitava:
Il cubicolo cosiddetto della stanza mitologica aveva accesso, oltre che dalla terrazza, anche da un corridoio che partiva dal peristilio: delle decorazioni pittoriche, conservate al Metropolitan Museum of Art, sono andate perdute quelle della parete nord, contrariamente a quelle della parete est e ovest che si sono conservate. I pannelli sono in rosso abbelliti con colonne e ghirlande, sovrastate da una zona in giallo con decorazioni a tema egizio come divinità, grifoni e maschere comiche; al centro dei pannelli è posto un quadro a tema mitologico: quello della parete est raffigura Perseo e Andromeda, quello della parete ovest Polifemo e Galatea. La pavimentazione era a mosaico bianco con doppia fascia nera che correva lungo il perimetro.
Nel corridoio, sul quale si aprivano due ripostigli e una scala che conduceva a un ambiente con pavimento in terra battuta su cui era poggiato del legno e un letto incassato nel muro, dove probabilmente dimorava lo schiavo che si occupava della fattoria, furono ritrovati due vasi in bronzo, un'anfora vinicola e frammenti di lucerna, una delle quali con il rilievo di un'aquila.
Dal corridoio si accedeva anche alla cosiddetta camera bianca, la quale venne solo parzialmente esplorata, in quanto durante l'eruzione del Vesuvio del 1906 era ancora in fase scavo. Da essa provengono due pannelli conservati al Metropolitan Museum of Art: uno ha fregio rosso, parte centrale bianca con decorazioni di colonne, vasi e fiori e una modanatura abbellita con uccelli, l'altro un fondo bianco con rami, fiori, foglie e uccelli. La pavimentazione era a mosaico bianco.